# Plicofollis tenuispinis
Plicofollis tenuispinis es una especie de pez de la familia Ariidae en el orden de los Siluriformes.

## Morfología
Los machos pueden llegar alcanzar los 36 cm de longitud total.

## Hábitat
Es un pez demersal y de clima tropical que vive entre 20 a 50 m de profundidad.

## Distribución geográfica
Se encuentra desde Mozambique y el Golfo Pérsico hasta Sri Lanka.